# Лысенко, Иван Яковлевич
Иван Яковлевич Лысенко (укр. Іван Якович Лисенко; ? — 1699) — генеральный есаул, переяславский и черниговский полковник Войска Запорожского.

## Биография
Впервые упоминается в 1669 году, когда был поставлен черниговским полковником на место избранного в гетманы Многогрешного. Этот уряд от Лысенко в том же году перешел к брату гетмана, но в 1671 году Лисенко снова становится черниговским полковником, опять меньше года. В мае 1672 года, после ареста Многогрешного, Лысенко ездил в Москву с просьбой о назначении рады и участвовал на раде, избравшей гетманом Самойловича, от которого тогда же был поставлен генеральным есаулом. В 1674 году Лысенко был наказным гетманом и, вместе с московскими войсками, разбил Григория Дорошенка под Лысенкой. Будучи генеральным есаулом и в 1675 году, Лысенко снова ходил за Днепр против Дорошенко, войска которого, при приближении московского войска и казацкого отряда, сдали ему несколько городов. В 1677 году он был уже переяславским полковником и участвовал в обоих Чигиринских походах (1677 и 1678 гг.). Затем он не нёс никакой службы, но, титулуясь «знатным войсковым товарищем», принимал участие в Крымских походах (1687 и 1689 гг.). В 1690 же году Лысенко снова был поставлен переяславским полковником на место смещённого Мазепой Леонтия Полуботка, но продержался на уряде не долго, так как в 1691 году полковником здесь был уже Иван Мирович, а Лысенко занимал этот уряд еще раз в 1696 году, будучи под Азовом.
Шляхетство получил от гетмана Мазепы.

## Семья
- Жена — Агафия Трофимовна Подтереба (Пидтереб)
- Сын — Фёдор